# 仏教アナキズム
仏教アナキズムとは、アナキズムの理念を仏教（とりわけ禅）の教えと関連させた概念である。

## 三相にみるアナキズム
上座部仏教においては、次の3つの考えが「三相(パーリ語:tilakkhaṇa)」と呼ばれ、仏教の特質とされている。
1. 苦(duḥkha) - 精神と肉体が逼迫されていること。
2. 無常(anicca) - この世のあらゆるものは常に変化し続けるということ。
3. 無我(anattā) - 「我」ではない、すなわち、「私のものではない、私ではない、私の本質ではない」ということ。

したがって輪廻に「完璧な状態」などはあり得ず、人間と世界が絶えず変化してゆくのと同様に、すべての人工物は非永久的で不完全である。それだけでなく、物質的な富も権力も永続的な幸福には決して繋がらず、目先だけの満足感は負の輪廻を再生産するに過ぎない。確かに個人の自由はアナキズムの崇高な理想であるが、「我」というものが本質的に外界と不可分である以上、結局はそれも普遍的な人間性を阻害することになるのである。
仏教アナキストは、国家は権力への、資本主義は物質的な富への欲望を煽り立てるための制度であり、この2つが圧迫と苦痛を生み出していると主張する。仏教アナキズムの観点からすれば、他者を支配しようとすることはその相手を苦しめることにしかならず、そして結局は支配しようとした自分自身も苦しむことになるという。蓄財などといった物質的な富への執着も、資本主義者とその仕事相手のために苦痛に苛まれるのと同様である。また、個々人が物質を消費することは不必要であり破壊的な行為でさえあると見なす点において、仏教は資本主義と根本的に対立する。
仏教徒にとって、慈悲とは根本的な無私の表れである。すべてではないにせよ、大部分の政治団体は仏教の基礎である八正道と対立する傾向にある。だが、人間への思いやりは仏教の実践者にとってはおおむね追い風となる。よって、アナキズムの柔軟なイデオロギーは仏教徒にとっては受け入れやすいものとみられている。仏教とアナキズムを結び付けたと考えられる人物には、内山愚童、ロバート・ベイカー・エイトケン、ハル・ダヤル、ジョン・ケージ、アレン・ギンズバーグ、ダイアン・ディ・プリマ、ケリー・ウェンデル・ソーンリー、そして状況主義者のケン・ナッブなどが挙げられる。アナキストのピョートル・クロポトキンは原始的な仏教徒のコミュニティを相互扶助の原則が具現化されたものと見なし、マシュー・ターナーは20世紀初頭の日本ではアナキズム運動にかかわった仏教の僧侶もいたと指摘した。

## その他の解釈
臨済宗の開祖である栄西の著作「興禅護国論」には、一般的なアナキストであれば誰もが否定するはずの見解が記されている。この書は禅宗自体にはほとんど言及していないため、「なすがまま」「学者戦士」などといったアナキズムのあり方を妨げるものではないにしろ、むしろ日本の伝統的な軍事主義に根差した文学的、心理学的な価値観を広めるのに利用された。のちに日本の一部のアナキストはこの軍事主義の影響から全体主義者となった。

### アナキズムとヒンドゥー原理主義
インドのアナキストであるハル・ダヤルは、古代アーリア文化の実現は仏教の理想と同じくアナキズムによるものであると考えた。アーリヤ・サマージの創設者であるダヤナーンダ・サラスワティに影響をうけた著名なサンスクリット研究者である彼は、古代ヴェーダ文化を再現する運動を望んだ。また彼はサンフランシスコの世界産業労働組合(IWW)で活動し、仏教とヨーロッパの革命思想、とりわけバクーニンの思想とを融合させることによってインドからイギリス勢力の駆逐を試みたガダル党の中心人物でもあった。
仏教とヒンドゥー教の関係については現在も論争がある。その一例としては、両者における「アーリア」という言葉の意味の相違についてのものがある。

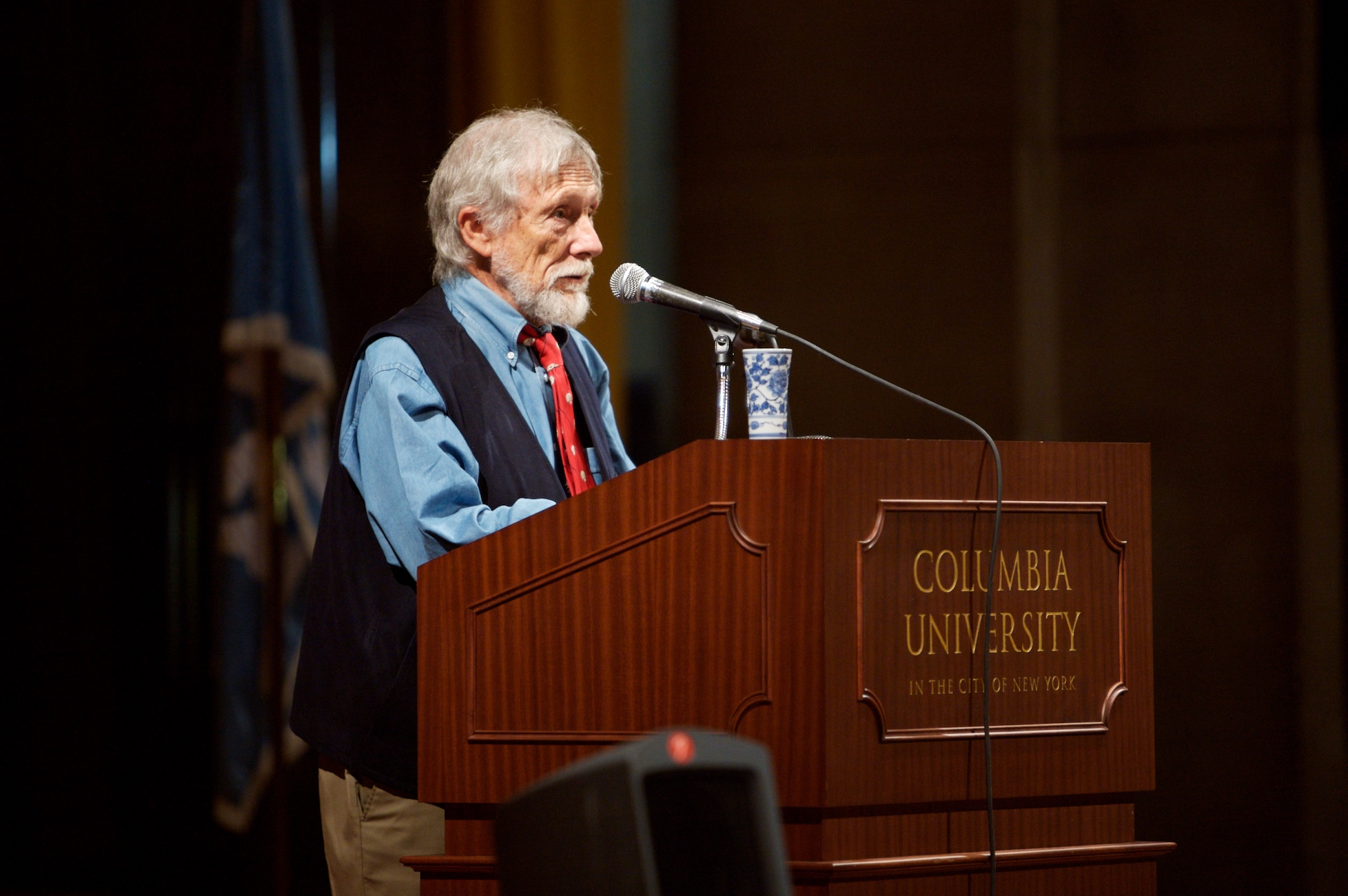
ゲーリー・スナイダー（2007年）

### 禅ヒッピー
1950年代のカリフォルニアでは、ビートニクの出現によって仏教アナキズムは新たな局面を迎えていた。ゲーリー・スナイダーやダイアン・ディ・プリマはその一例である。スナイダーは1958年のジャック・ケルアックの小説『禅ヒッピー』("The Dharma Bums")の登場人物、ジャフィー・ライダー("Japhy Rider")のモデルとなっている。スナイダーは日本に長期間滞在して禅を学び、1961年に発表した『仏教アナキズム』("Buddhist Anarchism")において、「西洋における慈悲とは社会革命である。東洋における慈悲とは「我」と「無」の本質に対する個々の洞察である」として、この2つの概念の関係が世界の異なる部分から発生することを説明した。彼は「市民的不服従、率直な批判、抗議、平和主義、自発的な貧困、そして時には穏やかな暴力などの手段を用いて」主張を行い、「ユダヤ的資本主義的キリスト教的マルクス主義的西洋世界」によって禁じられているという「大麻を吸い、ペヨーテを食べ、複婚、一夫多妻、同性愛を行う個人の権利」を擁護した。
ケルアック自身はかなりの保守主義者であり、最終的にカトリックに復した。しかし、彼が『禅ヒッピー』で具体的に示したような、貨物列車に乗って旅し、自然と触れ合い、性的に冒険もしてみる、といった自由で型破りな生き方には、確かにアナキズムの息吹きが感じられる。『禅ヒッピー』を含めた彼の作品は、既存の資本主義世界の枠を破って生きようとする若い世代やアナキストの文化に広く刺激を与え続けた。禅ヒッピーというその自由奔放な「和尚」("bhikku")のイメージは、伝説的にクレイジーな禅僧である達磨に影響をうけている。ケルアックが憧れた「イカレた」禅のイメージは、明確なアナキズムのイデオロギーとは何の関係もなかった。しかし、そこには正常な物事の流れをぶち壊し、人々の普通の考え方を破壊するような、たとえそれが個々人の意識に過ぎなかったにせよ、国家に支配された社会のつながりを弱める可能性を秘めているような、そういった野性的でエキセントリックで突飛な何かがあったのである。